# Битва при Гед-оф-Пассес
Битва при Гед-оф-Пассес (англ. Battle of the Head of Passes) — битва на початковому етапі Громадянської війни у США. 

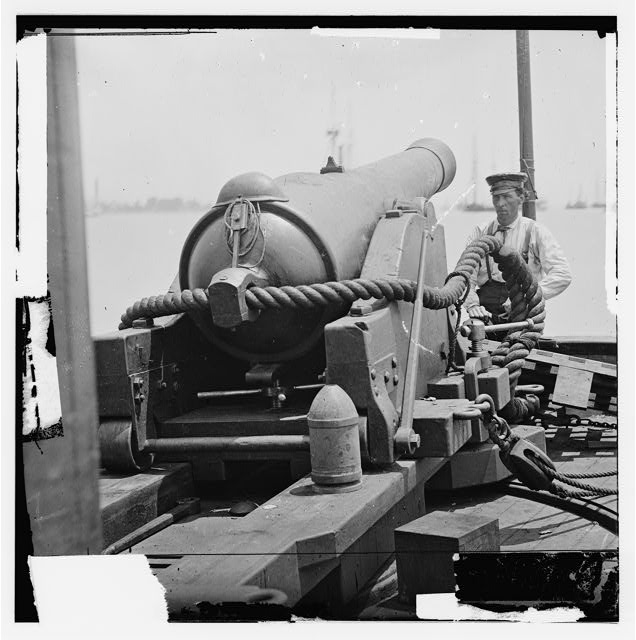
6.4-дюймова нарізна гармата, того типу як і встановлена на носі CSS Ivy. Зверніть увагу на 100-футовий конічний снаряд у правій задній частині лафету. Ця гармата була більш далекобійною ніж будь-які гармати в ескадрі північан.

У ній сторони не зазнали людських втрат. Фактично це був рейд Річкового флоту оборони південців з імпровізованих канонерських човнів, також відомого як «москітний флот» у місцевій пресі, на кораблі ескадри США, які здійснювали блокаду гирла Міссісіпі. Канонерки підтримували три брандери — плоти з горючими речовинами, а також їх супроводжував паровий таран CSS Manassas. 
Атака відбулася після того як сів місяць у ніч на 12 жовтня 1861 року. Кораблі федеральної ескадри у безладі відступили до південного виходу з дельти. Після сходу сонця кораблі південців також відступили вгору річкою.
Під час цієї битви відбулося перше в історії застосування броненосця проти іншого корабля.